# Pos Chikito
Koordinaten: 12° 28′ 1″ N, 69° 57′ 43″ W
Pos Chikito (auch: Pos Chiquito) ist eine Kleinstadt an der Südwestküste von Aruba.

## Geschichte
Der Ortsname stammt von spanischen Siedlern, die sich um 1500 dort ansiedelten und ihre kleinen Häuser, die Chiquitos, errichteten. Der Ort grenzt direkt an den Hafen der Spanish Lagoon („Spanische Lagune“) an.
Pos Chikito ist vor allem durch seinen Sandstrand Mangel Halto zu einem beliebten Wohngebiet geworden. Besonders im September und Oktober, während die Meeresschildkröten ihre Eier am Strand ablegen, ist er auch ein beliebter Urlaubsort zum Schnorcheln und Tauchen. Im Ort befinden sich zahlreiche kleine, intime, gemütliche und ruhige Karibik-Apartmentkomplexe, die als Sea-Breeze-Apartments bekannt sind. Im Spaans Lagoenweg Nr. 12, unweit des Strandes und der Spanischen Lagune befindet sich die Klubstation des arubischen Amateurfunkverbandes, des Aruba Amateur Radio Club (AARC).

## Lage
Pos Chikito ist nur wenige Autominuten von der Hauptstadt Oranjestad mit seinen feinen Restaurants und Einkaufszentren entfernt. 2010 hatte Pos Chikito 5259 Einwohner. Über die Urlauberanzahl liegen keine Daten vor. Zum Flughafen Queen Beatrix sind es rund sechs Kilometer.